# Parque nacional natural Sierra Nevada de Santa Marta
El Parque Nacional Natural Sierra Nevada de Santa Marta es una de las áreas protegidas del Sistema de Parques Nacionales Naturales de Colombia. Fue declarado como parque nacional en 1964, lo que lo convierte en el segundo más antiguo del país. Se encuentra ubicado en la región norte de Colombia, entre los departamentos de La Guajira, Magdalena y Cesar, en el sistema montañoso aislado de la Sierra Nevada de Santa Marta.  

## Generalidades

### Descripción general
Dentro del parque habitan aproximadamente 30.000 indígenas pertenecientes a diversos pueblos originarios, entre ellos los Kogui, Arhuaco, Wiwa y Kankuamo, descendientes de la antigua civilización Tayrona. Estas comunidades han conservado su cultura, cosmovisión y tradiciones, a pesar de los procesos de colonización.
En 1973, el Proyecto Arqueológico de la Sierra permitió el redescubrimiento de la Ciudad Perdida o Teyuna, uno de los asentamientos precolombinos más importantes del país, que se encuentra dentro de los límites del parque.

### Ubicación
La Sierra Nevada de Santa Marta se localiza aproximadamente entre los 10° 52' de latitud norte y 73° 43' de longitud oeste, y su territorio abarca zonas de los departamentos de Magdalena, Cesar y La Guajira. Está bajo la jurisdicción de municipios como Santa Marta, Ciénaga, Riohacha, Pueblo Bello, Valledupar, entre otros.
La Sierra constituye cerca del 80 % del parque nacional y es reconocida como la montaña costera más alta del mundo, con una forma piramidal cuyas vertientes se orientan al norte, sureste y suroeste. Su altitud la hace visible desde ciudades como Santa Marta, Riohacha y Valledupar.

### Clima
El parque presenta todos los pisos térmicos, desde el cálido seco hasta el de nieves perpetuas. El clima está influenciado por los vientos alisios del noreste y la elevación altitudinal. Las temperaturas oscilan entre los 27 °C en las zonas bajas y los 0 °C en las cumbres más altas.

### Geología
La Sierra Nevada de Santa Marta está conformada principalmente por rocas ígneas que datan de hace más de 160 millones de años. Su núcleo central, de origen aún más antiguo, está compuesto por rocas graníticas.
Los suelos varían según la altitud:
- Por encima de los 4.000 metros, predominan los afloramientos rocosos y suelos pobres en nutrientes.
- Entre los 2.800 y 4.000 metros, los suelos son moderadamente evolucionados, con vegetación típica de páramo como frailejones y pajonales.
- Por debajo de los 2.800 metros, los suelos son más fértiles, favoreciendo el desarrollo de bosques andinos y tropicales.

### Hidrografía
La Sierra Nevada actúa como una barrera climática que capta la humedad proveniente del mar Caribe, lo que favorece la formación de glaciares y lagunas como Naboba. Sin embargo, los glaciares han sufrido un marcado retroceso: en 1957 se estimaba un área glaciar de 135 km², mientras que en 1981 esta se redujo a 115 km², con el límite de nieves perpetuas ascendiendo de 4.100 a 4.500 metros. 
Desde la Sierra nacen numerosos ríos fundamentales para el Caribe colombiano, entre ellos:
- Río Cesar
- Río Ranchería
- Río Palomino
- Río Don Diego
- Río Aracata

Estos ríos descargan anualmente cerca de 10.000 millones de m³ de agua. La precipitación varía entre 4.000 mm anuales en las zonas bajas y 1.000 mm en altitudes intermedias (alrededor de los 2.800 metros).

## Biodiversidad

### Flora

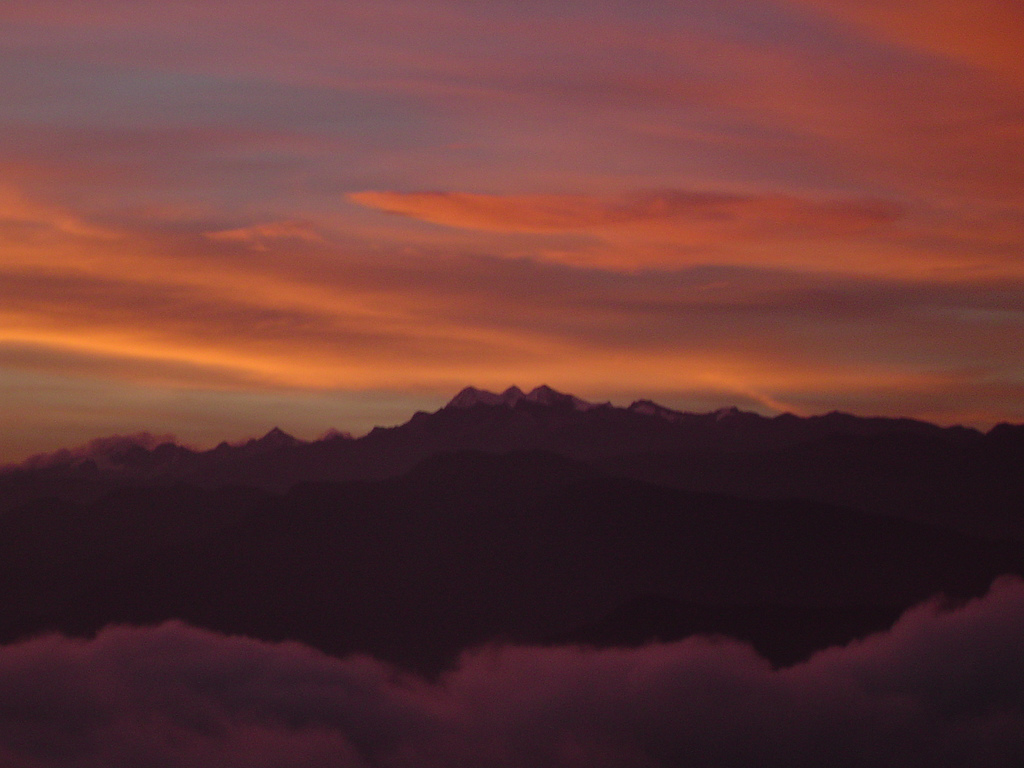
Sierra Nevada de Santa Marta al amanecer

La vegetación predominante es el bosque húmedo higrofítico, caracterizado por la ausencia de periodos secos marcados y la frecuente presencia de niebla. El aislamiento de la Sierra ha favorecido la evolución de numerosas especies endémicas de flora y fauna, que no se encuentran en ningún otro lugar del mundo.
Entre las especies vegetales más representativas se encuentran:
- Aragoa kogiorum.
- Bejuco.
- Berberidáceas (Berberidaceae).
- Berberis (Berberis nevadensis).
- Bromelia.
- Chaetolepsis santamartensis.
- Dichaea.
- Frailejón (Libanothamnus glossophyllus) (endémico, solo se encuentra en el páramo de la Sierra Nevada).
- Grafferinda santamartensis.
- Hinterhubera nevadensis.
- Oncidium.
- Palma de cera (Ceroxylon).
- Palmera de niebla (Dictiocaryum schultezzi).
- Pleurothallis.
- Paragynoxys undulata.
- Trianea neovisae.

|                |
| Palma de cera. |

|            |
| Frailejón. |

|          |
| Dichaea. |

|           |
| Oncidium. |

|           |
| Bromelia. |

|           |
| Bromelia. |

### Fauna

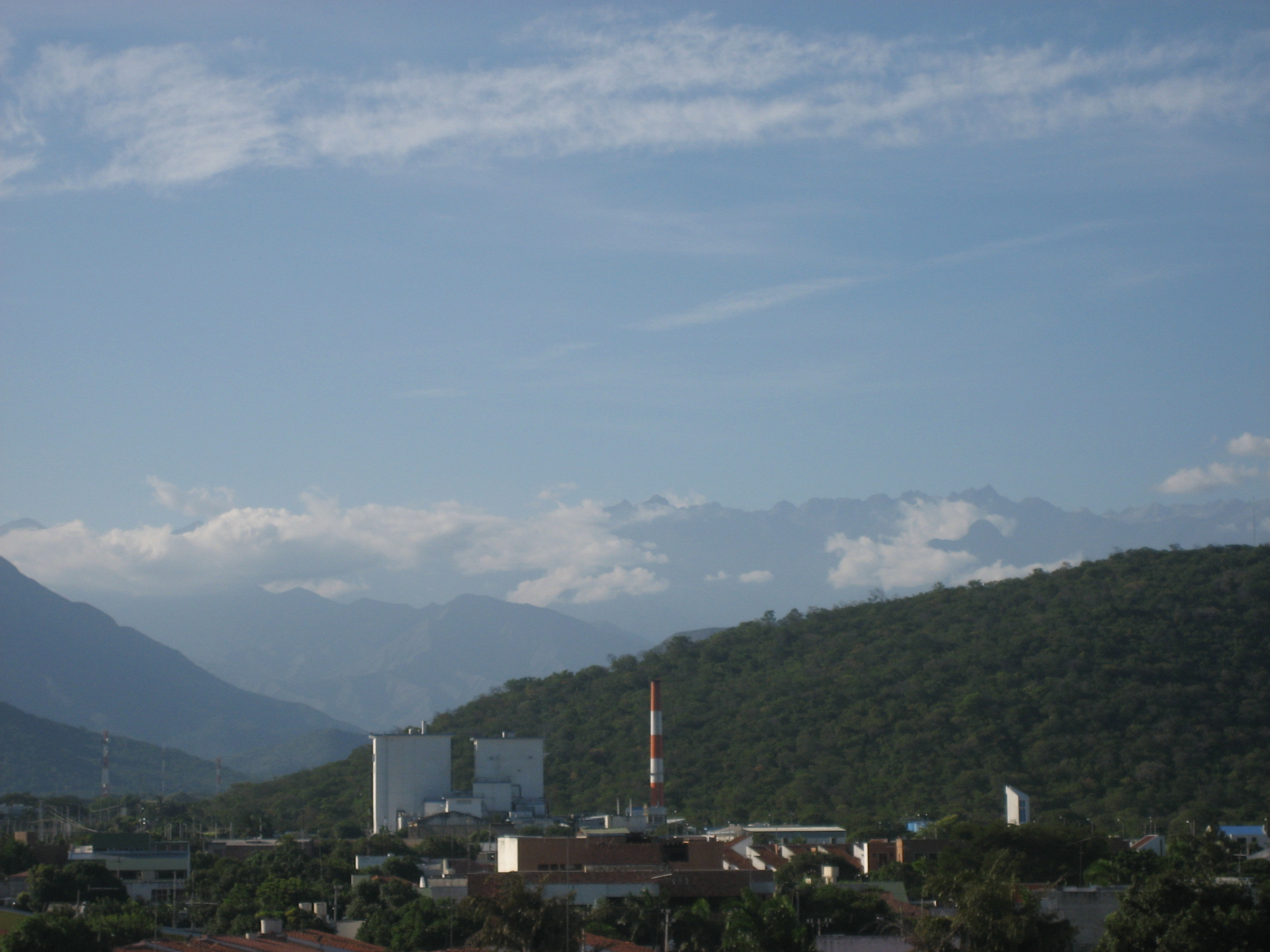
La Sierra Nevada desde Valledupar

La Sierra Nevada de Santa Marta posee gran variedad de animales salvajes, consistente en especies de aves, mamíferos, peces e insectos. Se han detectado unas 628 especies de aves, 120 de mamíferos y 142 de anfibios y reptiles. Entre ellos se destacan los siguientes:
Aves:
- Águila de montaña (Buteoninae)
- Águila copetona (Oroaetus isidori).
- Colibrí (Trochilinae).
- Cóndor andino (Vultur gryphus).
- Cucarachero (Campylorhynchus griseus).
- Mirlo (Turdus fuscater).
- Mirlo acuático (Cinclus cinclus).
- Paujil colombiano (Crax alberti).
- Perico de la sierra (Pyrrhura viridicata).
- Tangara (Tangara nigroviridis).
- Trepatroncos (Dendrocolaptidae).
- Pájaro carpintero (Picidae).
  - Carpintero de cabeza amarilla (Celeus).
  - Carpintero picador (Colaptes).

Mamíferos:
- Ardillas enanas (Microsciurus).
- Danta de la sierra (Tapirus terrestris).
- Nutria (Lutra).
- Jaguar (Panthera onca).
- Puma (Puma concolor).
- Ratón silvestre (Apodemus sylvaticus).
- Venado colorado (Mazama americana).
- Venado de páramo (Thomasomys monochromos).
- Puercoespín de santa marta (Coendou sanctamartae)
- Ratón arbóreo de santa marta (Santamartamys rufodorsalis)
- Mono Frontino (Ateles Hybridus).

Peces:
- Agonostomus monticola.
- Bagre (Trichomycteridae).

|         |
| Jaguar. |

|        |
| Danta. |

|                    |
| Paujil colombiano. |

|          |
| Tangara. |

|       |
| Puma. |

|                 |
| Mirlo acuático. |